# De Spelerij
De Spelerij is een Vlaams theatergezelschap onder leiding van regisseur Paula Bangels. De Spelerij werd in 2010 opgericht. 
Het theatergezelschap heeft als doel: het klassiek en modern theater toegankelijk en begrijpbaar maken voor iedereen en het vertalen van klassieke werken in een actuele context. Hiermee wil Paula Bangels een nieuwe wind laten waaien door de theaterwereld.

## Voorstellingen
Het eerste werk van De Spelerij was 'Othello', een hedendaagse versie van de klassieker van William Shakespeare in een bewerking van Louis van Beek. Met Mathias Sercu als Othello, Erik Goossens als Jago, Eva Van Der Gucht als Desdemona, David Cantens als Cassio en Dominique Collet (2012) - Debbie Crommelinck (2013) als Emilia. 
Daarna bracht het gezelschap 'Frederik', een verhaal van twee mensen met autisme die op zoek zijn naar wat ze zelf willen. 
De tekst werd geschreven door Mathias Sercu en de muziek door Frederik Sioen. In deze voorstelling speelden Mathias Sercu en David Cantens de hoofdrollen.   
In 2012 stond 'Vrijdag' van Hugo Claus op het repertoire. Met Mathias Sercu als Georges, Eva Van Der Gucht als Jeanne, David Cantens als Erik en Lynn Van Royen als Christiane. De muziek was van de hand van Frederik Sioen en de kostuums van Christophe Coppens. Deze voorstelling werd in het voorjaar van 2014 hernomen in Nederland.
In het najaar van 2013 toert het gezelschap met de voorstelling 'Hunkerig' met Peter De Graef als Olga, David Cantens als Irina en Tom Van Bauwel als Masja. Peter De Graef bewerkt Anton Tsjechovs 3 Zusters voor 3 potige acteurs. Tijdens de herneming in Nederland in het voorjaar van 2015 speelt Jonas Van Thielen de rol van Masja.
In het seizoen 2014 - 2015 brengt De Spelerij 2 voorstellingen. In het najaar wordt ‘Kat op een heet zinken dak’ van Tennessee Williams gespeeld. Vaste waarden Eva Van Der Gucht en Mathias Sercu spelen Mami en Papi. Joren Seldeslachts en Lotte Pinoy spelen Brick en Maggie. Debbie Crommelinck en Roy Aernouts spelen Emma en Steve. Het decor- en kostuumontwerp is van Christophe Coppens. De muziek wordt gemaakt door David Cantens
In het voorjaar 2015 wordt de nieuwe voorstelling ‘Lars’ gebracht, geschreven door Peter De Graef. Ron Cornet, Camilia Blereau en Tuur De Weert spelen drie zestigplussers op zoek naar (oude) liefde.
Najaar 2015 en voorjaar 2016 speelt het gezelschap een tweede klassieker van Anton Tsjechov ‘Oom Wanja’. Louis van Beek bewerkt de tekst, Peter Thyssen speelt de rol van Wanja, Eva Van Der Gucht is zijn nicht Sonja. Tuur De Weert speelt de rol van de oude professor Alexander. Zijn vrouw Jelena wordt gespeeld door Maaike Cafmeyer. Mathias Sercu is dokter Astrov en Florian Avoux is Telegin. Het kostuumontwerp was van Chris Snik en de muziek werd ook nu weer gemaakt door David Cantens.